# Fudbalski savez Kosova i Metohije
Der Fudbalski savez Kosova i Metohije (FSKiM) (serbisch-kyrillisch Фудбалски савез Косова и Метохије – ФСКиМ, serbisch für „Fußballverband des Kosovo und Metochien“) ist de jure der Dachverband aller Fußballverbände und somit auch aller Fußballvereine des völkerrechtlich umstrittenen Kosovo, einschließlich Metochien. Der Verband mit Sitz in Mitrovica ist einer der fünf Regionalverbände, die direkt dem Fudbalski savez Srbije (FSS) untergeordnet sind, dem Serbischen Fußball-Bund. De facto übt der Fußballverband des Kosovo und Metochien mit derzeitigem Sitz in Nord-Mitrovica seine Funktion jedoch nur auf die Region Nordkosovo aus, die überwiegend von Serben bewohnt wird und von der albanisch dominierten Regierung Kosovos nicht kontrolliert wird.